# Limes Transalutanus

A Limes Transalutanus em vermelho pontilhado, seguindo de norte a sul, no centro deste mapa. Em verde, a "Muralha de Constantino" (Brazda lui Novac).

Limes Transalutanus era uma fronteira fortificada parte do sistema de limes do Império Romano, construída na borda oeste das florestas de Teleorman, na província romana da Dácia, na moderna Romênia. A fronteira era composta por uma estrada ao longo da fronteira, fortalezas, um valo com 10 a 12 metros de largura reforçado por uma paliçada de madeira acima das muralhas de pedra, além de um fosso. A Limes Translutanus tinha 235 quilômetros de comprimento e corria paralelo ao curso do rio Olt a uma distância variando de 5 a 30 quilômetros. A construção começou em 107, sob a liderança de Márcio Turbo, e continuou sob Júlio Severo (120–126); o estágio final da construção foi realizado na época de Sétimo Severo (r. 193–211).
Entre 244 e 247, na época de Filipe, o Árabe, depois dos araques dos carpos e getas (ou godos, uma confusão de Jordanes), o exército imperial romano abandonou a fronteira por algum tempo. O retorno aconteceu apenas depois que a estrada que levava ao passo de Rucăr-Bran, que parte da moderna vila de Băiculeşti, foi fechada.
Posteriormente, outro limes foi construído na área, conhecido como "Muralha de Constantino" (Brazda lui Novac). Atualmente, o valo é utilizado pelas ferrovia romena que no trecho Curtea de Argeş-Piteşti-Roşiori de Vede-Turnu Măgurele.